# LINGO2
LINGO2‏ (Leucine rich repeat and Ig domain containing 2) هوَ بروتين يُشَفر بواسطة جين LINGO2 في الإنسان.